# Bonifacius, duque de Alsacia
Bonifacius fue el segundo duque de Alsacia, a mediados del siglo VII.

## Biografía
El monje benedictino Boboleno da a Bonifacius el título de sucesor de Gundoin: Contigit autem, ut moreretur Gundonius Dux et Bonifacius Dux, Chatalrichus sive Chaticus in loco eius succederet.
Fue bajo el gobierno de Bonifacius que se fundó la abadía de Münster en el valle de San Gregorio; la existencia de esta institución se remonta al año 660/662. Se encontró la prueba en una vieja crónica de la abadía, escrita  en pergamino y cuyo autor dice: 
Circa Dominicæ Incarnationis sexcentesmum sexagesimum annum, sub Vitaliano papa, Imperatoreque Constantino, filio Constantini filii Heraclii triumphatoris; sub Hilderico filio Clodovici, nepote Dagoberti, fratre Clotharii et Theodorici, Rege tunc Francorum; Rotharioque Argentinæ civitatis episcopo, et Duce Bonifacio, quinquagesimo quinto a transitu Beati Patris nostri Gregorii anno, Incœptus hic locus a Monachis inhabitari, etc.
«Hacia el año 660 de la encarnación de nuestro Señor, bajo el Papa Vitaliano, bajo el emperador Constantino, hijo de Constantino (este último era hijo de Heraclio, el Vencedor); mientras Childerico, hijo de Clodoveo, nieto de Dagoberto, hermano de Clotario y Teoderico, era rey de los Francos; Rotharius era obispo de Estrasburgo y Bonifacius era duque, a los cincuenta y cinco años de la muerte de nuestro Beato Padre Gregorio, esta localidad comenzó a ser habitada por monjes» 
Es a este mismo duque Bonifacius que Childerico dirigió el acta de confirmación de la fundación de la abadía, y la crónica mencionada reproduce el comienzo de este título. El propio original pereció con todas las copias que pudieran existir y solo han quedado las preliminares de dicha acta.
Mediante diploma fechado 664/666, Childericus rex Francorum cedió propiedad a la catedral de Espira, a pedido de Amelrico, Bonefacio ducibus y por el consejo de Emnehildæ reginæ.
Bonifacius probablemente falleció en 666.
La memoria de este duque se perpetúa en el nombre de una localidad llamada Bonifacii villare, que perteneció al monasterio de San Gregorio, y a la que se refiriere en una carta del rey Zwentibold, fechada en 896. Es probable que este pueblo se haya convertido en la comuna de Weier im Thal.
Los documentos no dicen a qué familia pertenecía Bonifacius, o si dejó descendencia masculina.